# Салтыков, Никита Андреевич
Ники́та Андре́евич Салтыко́в (родился 11 августа 2004, Мытищи, Московская область) — российский футболист, полузащитник клуба «Локомотив». Мастер спорта России (2024).

## Биография
Родился 11 августа 2004 года в Мытищах, но футболом увлёкся в Волгодонске, где провёл детство — на футбол вместе с братом привела мать. В 2015 году вернулся в Мытищи, где три года ходил в местную футбольную школу. Является воспитанником московских академий «Мастер-Сатурн» и «Чертаново». За «Чертаново» выступал в ЮФЛ (16 игр, 6 голов) и МФЛ (2 игры). 13 марта 2021 года был участником драки после матча и получил шестимесячную дисквалификацию.

### Клубная карьера
В сезоне 2021/22 дебютировал во втором дивизионе за «Чертаново» — в гостевом матче против команды «Знамя Труда» состоявшимся 10 сентября 2021 года (0:1).
В январе 2022 года был приглашён вместе с Коваленко на сбор команды «Крылья Советов», а феврале 2022 года перешёл в клуб «Крылья Советов» и отдан в аренду питерской «Звезде» (первые профессиональные голы забил в ворота команд «Енисей-2» и «Локомотив-Казанка»). В январе 2023 года снова провёл сборы с «Крыльями Советов», забил гол в товарищеской игре в ворота клуба «Оренбург» (3:3).
С февраля 2023 года в аренде в «Акроне». 4 апреля 2023 года вышел на замену вместо Азарова в матче 1-го этапа полуфинала Пути регионов Кубка России против московского «Динамо», завершившемся победой «Акрона» в серии пенальти — 4:1 (основное время — 0:0). 19 апреля 2023 года вышел в стартовом составе в матче 2-го этапа против московского «Спартака» (2:1) и на 45-й минуте забил гол, а 3 мая 2023 года в матче 1-го этапа финала Пути регионов против «Краснодара».
26 июля 2023 года дебютировал в кубковом матче «Крыльев Советов» против команды «Балтика», а 29 июля 2023 года дебютировал в РПЛ. 5 августа 2023 года забил два дебютных гола в РПЛ в ворота клуба «Ростов».
7 января 2024 года стало известно, что Салтыков переходит в московский «Локомотив», но будет играть там только со следующего сезона, сезон 2023/24 полузащитник доиграет в «Крыльях».
20 июля 2024 года дебютировал за «Локомотив», выйдя на замену в домашнем матче первого тура РПЛ против «Акрона» (3:2).

### Карьера в сборных
Привлекался в юниорские сборные России (16 и 18 лет). 12 декабря 2021 года забил гол в ворота юниорской сборной Германии (3:1).

## Достижения
Акрон (Тольятти)
- Финалист Пути регионов Кубка России (1-й этап): 2022/23

## Клубная статистика
| Выступление      | Выступление      | Выступление      | Лига | Лига | Кубок | Кубок | Итого | Итого |
| Клуб             | Лига             | Сезон            | Игры | Голы | Игры  | Голы  | Игры  | Голы  |
| ---------------- | ---------------- | ---------------- | ---- | ---- | ----- | ----- | ----- | ----- |
| Чертаново        | Первенство ФНЛ   | 2020/21          | 9    | 0    | —     | —     | 9     | 0     |
| Чертаново        | Итого            | Итого            | 9    | 0    | —     | —     | 9     | 0     |
| → Звезда (СПб)   | Второй дивизион  | 2021/22          | 12   | 2    | —     | —     | 12    | 2     |
| → Звезда (СПб)   | Вторая лига      | 2022/23          | 10   | 0    | 2     | 0     | 12    | 0     |
| → Звезда (СПб)   | Итого            | Итого            | 22   | 2    | 2     | 0     | 24    | 2     |
| → Акрон          | Первая лига      | 2022/23          | 14   | 1    | 3     | 1     | 17    | 2     |
| → Акрон          | Итого            | Итого            | 14   | 1    | 3     | 1     | 17    | 2     |
| Крылья Советов   | РПЛ              | 2023/24          | 15   | 4    | 4     | 0     | 19    | 4     |
| Крылья Советов   | Итого            | Итого            | 15   | 4    | 4     | 0     | 19    | 4     |
| Всего за карьеру | Всего за карьеру | Всего за карьеру | 60   | 7    | 9     | 1     | 69    | 8     |

1. ↑  Согласно telegram-каналу «ФНЛ с Ильёвым»: Евгений Калешин, работая в «Твери», обратил внимание на Салтыкова, выступавшего за «Звезду» (СПб), команды были в одной группе. Тогда же глаз на игрока положил спортивный директор клуба «Тверь» Алексей Панфилов, ныне менеджер «СКА-Хабаровска». Дальневосточники зимой хотели взять Салтыкова в аренду у «Крыльев» — но с условием дальнейшего выкупа. Самарцы отказали. А «Акрон» арендовал до конца сезона без дополнительных опций[15].